# ريكي دينيس غارسيا
ريكي دينيس غارسيا (بالإسبانية: Ricky Denis García) (27 يوليو 1971 ببورتو كورتيس في هندوراس - ) هو مدرب كرة قدم ولاعب كرة قدم هندوراسي في مركز الوسط. شارك مع منتخب هندوراس لكرة القدم. أما مع النوادي، فقد لعب مع ريال إسبانيا ونادي موتاجوا ‏ وF.C. Municipal Valencia ‏ ونادي فيكتوريا وAtlético Olanchano ‏.

## وصلات خارجية
- ريكي دينيس غارسيا على موقع الاتحاد الدولي (مؤرشف)  (الإنجليزية)
- ريكي دينيس غارسيا على موقع قاعدة بيانات كرة القدم.إي يو (الإنجليزية)
- ريكي دينيس غارسيا على موقع ناشيونال فوتبول تيمز (الإنجليزية)
- ريكي دينيس غارسيا على موقع Soccerway.com (الإنجليزية)